# یوسف کارش
یوسف کارش (ارمنی: Յուսուֆ Քարշ، خوانده شود هُوسِپ کارش، انگلیسی: Yousuf Karsh؛ ۲۳ دسامبر ۱۹۰۸ – ۱۳ ژوئیهٔ ۲۰۰۲) عکاس تک‌چهره ارمنی-کانادایی بود.

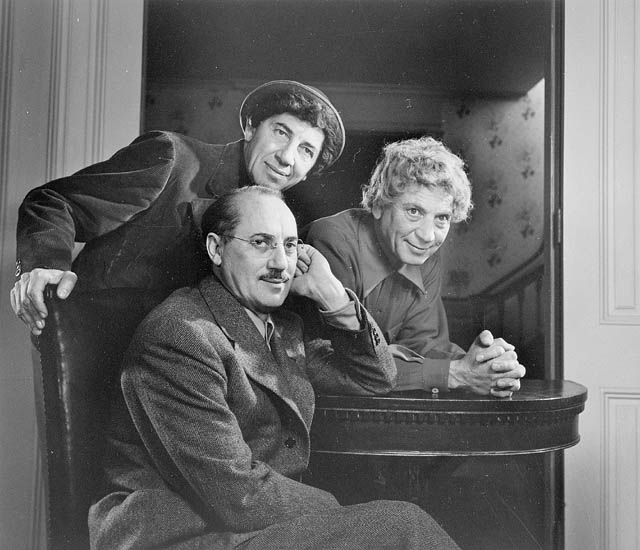
برادران مارکس (۱۹۴۸)

## زندگی‌نامه
کارش در ۲۳ نوامبر ۱۹۰۸ در ماردین امپراتوری عثمانی و از والدینی ارمنی زاده شد. دوران کودکی او با نسل‌کشی ارمنی‌ها توسط حکومت ترکان جوان همزمان بود. در سن ۱۶ سالگی والدین یوسف وی را به نزد عمویش «جورج ناکاش» به کانادا فرستادند. او عکاسی را نزد جان گارو (John Garo) هنرمند آمریکایی آموخت و پس از ۴ سال به کانادا بازگشت.
یوسف کارش استودیوی خود را در اتاوا در نزدیکی دفتر دولت کانادا برپا کرد. آشنایی او با نخست‌وزیر ویلیام لیون مکنزی کینگ باعث شد پای رجل سیاسی به استودیو وی باز شد که وینستون چرچیل یکی از آنها بود.
امروزه آثار او جزء گنجینهٔ موزه‌ها و نگارخانه‌هایی همچون موزه هنر مدرن نیویورک، نگارخانه بین‌المللی پرتره لندن، و موزه متروپولیتن هنر نیویورک به حساب می‌آید.

او در ثبت لحظاتی که به درون و حالات سوژه‌اش نزدیک باشد تبحر داشت. کارش می‌گفت: 
«درون هر مرد و زنی رازی نهفته است و من به عنوان یک عکاس وظیفه دارم تا این را در لحظه‌ای که عکس می‌گیرم فاش کنم.»
او این اعتقادش را در تصاویری که از شخصیت‌های مختلف گرفته بود نشان داده است.
کارش در اواخر دهه ۱۹۹۰ به بوستون، ماساچوست نقل مکان نمود و در ۱۳ ژوئیه ۲۰۰۲ در سن ۹۳ سالگی پس از یک عمل جراحی درگذشت.

## تک‌چهره چرچیل
یکی از پرآوازه‌ترین تک‌چهره‌های یوسف کارش، تک‌چهره وینستون چرچیل است. این تک‌چهره «شیر غران» نامیده می‌شود. عده این عکس را نماد عزم راسخ بریتانیا برای رؤیایی با آلمان نازی می‌دانند. این نگاره را یوسف کارش در سال ۱۹۴۱ و پس از سخنرانی چرچیل در مجلس کانادا از او گرفت.

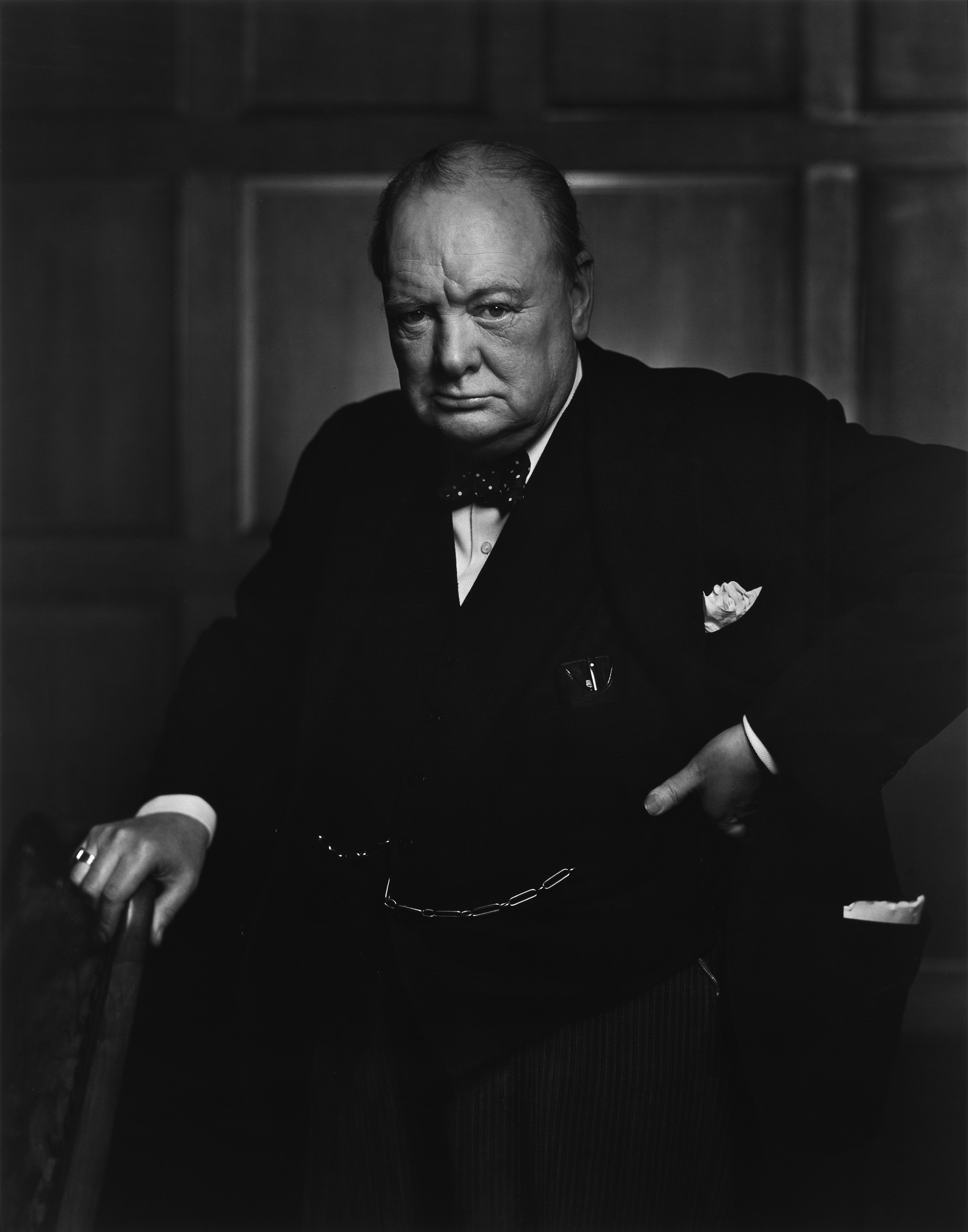
وینستون چرچیل (۱۹۴۱)

این که یوسف کارش برای گرفتن این عکس چگونه چرچیل را وادار به برداشتن سیگار از گوشه لبش کرده است به اندازه خود تک‌چهره شهرت دارد. یوسف کارش گفته بود: «ابتدا زیر سیگاری را جلو بردم اما خیال خاموش کردن سیگار را نداشت… صبر کردم. اما او با ولع به سیگار پک می‌زد… بعد به سوی او رفتم و بدون این که نشان دهم چه قصدی دارم و البته کاملاً مودبانه گفتم قربان بنده را ببخشید و دستم را جلو بردم و سیگار را از گوشه لبش برداشتم. هنگامی‌که به پشت دوربین برگشتم و به چهره چرچیل نگاه کردم دیدم چشمانش به قدری خشم‌آلود بود که گویی می‌خواست من را ببلعد. در همان لحظه بود که عکس را گرفتم».
این نگاره از سال ۱۹۹۸ به همراه دیگر تک‌چهره‌های یوسف کارش بر دیوار هتل شاتو لویر اوتاوا آویزان بود. اما در ۱۹ اوت ۲۰۲۲ اعلام کردند که یک نفر نگاره اصلی را برداشته و یک نسخه کپی از آن را به دیوار آویخته است. یکی از کارکنان هتل گزارش کرده بود که قاب این نگاره با قاب نگاره‌های دیگر اثر یوسف کارش فرق دارد. معلوم نیست آن شخص که بوده و چه زمانی و چگونه این کار را انجام داده است.
یوسف کارش سال‌ها در همین هتل زندگی می‌کرد و از ۱۹۷۲ تا ۱۹۹۲ استودیو عکاسی خود را در همین هتل برپا کرده بود.

## پرتره‌ها
- مادر ترزا
- وینستون چرچیل (۱۹۴۱)
- جرج برنارد شاو (۱۹۴۳)
- برادران مارکس (۱۹۴۸)
- ارنست همینگوی (۱۹۵۷)
- محمدعلی کلی (۱۹۷۰)
- فیدل کاسترو (۱۹۷۱)
- دوایت آیزنهاور
- گریس کلی (۱۹۵۶)
- آدری هپبرن (۱۹۵۶)
- الیزابت تیلور (۱۹۴۸)
- لارنس الیویه و ویوین لی (۱۹۵۴)
- مارتین لوتر کینگ (۱۹۸۲)
- جان اف کندی (۱۹۶۰)
- ژاکلین کندی (۱۹۵۷)
- جوان کرافورد (۱۹۴۸)
- ژاک کاستیو (۱۹۷۲)
- آلبرت اینشتین (۱۹۴۸)
- ملکه الیزابت دوم (۱۹۵۱)